# Kpuéré
Kpuéré è un dipartimento del Burkina Faso classificato come comune, situato nella provincia di Noumbiel, facente parte della Regione del Sud-Ovest.
Il dipartimento si compone del capoluogo e di altri 13 villaggi: Bediteon, Bonfateon, Derbar, Diambile, Fadio, Fadio-Mepeen, Kouldadouo, Medicateon, Mereteon, Nabateon, Teheni-Sud, Tiapreteon e Titinateon.